# Ulia Ulia
Pas d'image ? Cliquez ici

b Matchs officiels uniquement.
Dernière mise à jour le 6 janvier 2025.
Ulia Ulia, né le 13 juin 1980 à Apia (Samoa), est un joueur de rugby à XV samoan (1,83 m pour 94,5 kg). Il évolue avec l'équipe de Samoa au poste de troisième ligne aile.

## Carrière

### En club
Il évolue avec le club Marist St Joseph aux Samoa.

### En équipe nationale
Il a honoré sa première cape internationale en équipe des Samoa le 29 mai 2004 contre les Tonga. Ulia dispute la Coupe du monde 2007 (2 matchs dont 1 titularisation).

## Statistiques en équipe nationale
- 11 sélections en équipe des Samoa
- 1 essai marqué (5 points).